# 攝待站
攝待站（日语：／ Settai eki */?）是位於岩手縣宮古市田老字攝待，三陸鐵道的谷灣線車站。
車站的愛稱為「旅之八郎」。名稱取自傳說中的「八郎」，是一個三兄弟中最小的弟弟。

## 歷史
- 1984年（昭和59年）4月1日：三陸鐵道北谷灣線車站啟用。
- 2011年（平成23年）
  - 3月11日：發生東北地方太平洋近海地震（東日本大震災），使北谷灣線全線暫停營業。
  - 3月29日：田老站至小本站（現時為岩泉小本站）之間重開。
- 2019年（平成31年）3月23日：東日本旅客鐵道釜石至宮古之間由三陸鐵道接管，此站成為谷灣線車站[1]。

## 車站構造
此站是地面車站，設有1面1線的單式月台。月台上設有候車室。

## 使用狀況
在2018年度（平成30年度），一年總乘車人次為2,157人。
| 乘車人次變化       | 乘車人次變化     | 乘車人次變化 |
| 年度               | 1日平均 乘車人次 | 參考資料     |
| ------------------ | ---------------- | ------------ |
| 2012年（平成24年） | 3,738            | [ 3 ]        |
| 2013年（平成25年） | 3,781            | [ 3 ]        |
| 2014年（平成26年） | 2,461            | [ 3 ]        |
| 2015年（平成27年） | 2,480            | [ 3 ]        |
| 2016年（平成28年） | 1,862            | [ 4 ]        |
| 2017年（平成29年） | 1,621            | [ 5 ]        |
| 2018年（平成30年） | 2,157            | [ 2 ]        |

## 車站周邊
- 國道45號
- 攝待簡易郵局
- 攝待川
- 宮古市立田老第三小學（2019年3月關校）

## 相鄰車站
三陸鐵道
■谷灣線
新田老－攝待－岩泉小本

## 注腳
1. ↑  . 毎日新聞 (毎日新聞社). 2019-03-23  [2019-03-24]. （原始内容存档于2019-03-23） （日语）.
2. 1 2   (PDF). 宮古市の統計 令和元年版. 宮古市: 50. 2020-04-22  [2020-07-10]. （原始内容存档 (PDF)于2021-09-28） （日语）.
3. ↑   (PDF). 宮古市の統計 平成28年版. 宮古市: 50. 2017-04-12  [2018-03-08]. （原始内容 (PDF)存档于2019-02-06） （日语）.
4. ↑   (PDF). 宮古市の統計 平成29年版. 宮古市: 50. 2018-05-02  [2020-07-10]. （原始内容 (PDF)存档于2019-02-06） （日语）.
5. ↑   (PDF). 宮古市の統計 平成30年版. 宮古市: 50. 2019-04-22  [2020-07-10]. （原始内容存档 (PDF)于2021-01-28） （日语）.

## 外部連結
- 車站·周邊資訊【攝待站】 （页面存档备份，存于）（日語）：三陸鐵道